# Gancio di trazione C-Akv
Il gancio di trazione C-Akv  è un accoppiatore centrale (detto gancio) completamente automatico di tipo pesante per veicoli ferroviari, che è stato progettato per sostituire "l'accoppiatore europeo UIC" a respingenti e catena standard per treni merci. 
Il disegno deriva dallo schema del gancio di trazione Willison che è stato a suo tempo usato per progettare il gancio di trazione S-A3 (russo). Il gancio C-AKv è diretta rielaborazione, e completamente compatibile con il connettore S-A3, ed inoltre con il sistema di accoppiamento a respingenti e catena. 
Il termine C-Akv è derivato dal tedesco "Compact Automatische kupplung vereinfacht", col significato di: Accoppiatore automatico compatto semplificato. Spesso il nome di marchio “Transpact” è utilizzato impropriamente per nominarlo.

## Storia
Negli anni Settanta è stato sviluppato dalle ferrovie europee un nuovo tipo di gancio automatico dalla UIC, il gancio tipo UIC AK69e. Questo è stato definito “Gancio di trazione automatico UIC” e rappresentava una variante dell'Europa occidentale del tipo Intermat (S-A3) dell'Europa orientale. È stato previsto per una sostituzione totale ed immediata del sistema con respingenti e gancio a catena, in quanto quest'ultimo non è adatto a carichi pesanti, richiede molto tempo per essere collegato, e richiede una manutenzione intensiva, inoltre le sollecitazioni date dai respingenti producono usura alle ruote dei carri. 
Il sistema doveva essere introdotto in tutta Europa in tempi molto brevi, questa introduzione è stata ripetutamente rinviata. Infatti prevedendo sostituzione immediata non era compatibile per l'utilizzo in transizione con gli accoppiamenti a catena esistenti, la sostituzione immediata avrebbe reso particolarmente costosa la conversione.
Il gancio C-AKv è stato sviluppato da SAB WABCO, ora Faiveley Transport Witten GmbH, in Germania. A differenza del Gancio di trazione automatico UIC citato, è compatibile con il sistema a respingenti e gancio a catena esistente, cosa che consentirebbe un periodo di transizione molto più lungo. Dall'anno 2002, il C-AKv è stato oggetto di prove sulle ferrovie tedesche (DB). Viene usato sui treni pesanti per il trasporto di carbone tra le miniere a cielo aperto di Profen e la centrale elettrica di Schkopau. Attualmente le DB, la Faiveley, e l'Università Tecnica di Berlino stanno sviluppando possibili scenari di transizione per un'introduzione generalizzata del C-Akv.
In un test sul campo a partire dal 2004, i treni operanti nel collegamento dai campi minerari presso Wählitz fino alla centrale di Schkopau sono stati dotati di accoppiatori C-Akv, questo fatto ha mostrato che le cadenze di sostituzione delle ruote dei carri si sono ridotte di un terzo ad effetto di una minore usura. La soluzione è stata mantenuta per generare ulteriori indagini.
A partire dalla fine del 2009, 18 locomotive elettriche DBAG Classe 189 di proprietà di DB Schenker sono state convertite in accoppiatori C-Akv per gestire treni da 6000 tonnellate di ferro da Rotterdam ad acciaierie di Dillingen, nella Saarland; in precedenza sono state utilizzate per questi lavori la doppia trazione con locomotive classe tedesca 151, o tripla con locomotive classe olandese 6400. Queste locomotive sono anche in grado di operare in condizioni di sovraccarico sulle reti tedesche e olandesi sia con alimentazioni a 15 kV AC che 25 kV AC (e 1,5 kV DC, per un breve tratto a potenza ridotta), le sconnessioni delle locomotive al confine olandese-tedesco ora sono non più richieste. I treni carichi sono comunemente gestiti da due 189 in una configurazione multipla, con i carri che conservano gli accoppiatori di tipo AK69e con cui sono stati dotati fin dagli anni '80.

## Progetto
Essendo il gancio C-Akv una versione evoluta del giunto UIC AK69e, il gancio C-Akv ha lo stesso schema base di quello del gancio S-A3, da cui deriva. A differenza del gancio S-A3, tuttavia, pur essendo compatibile con questo, i connettori per le linee di aria freni e quelli elettrici sono integrati nel gancio accoppiatore, e vengono collegati automaticamente durante l'accoppiamento. Inoltre i connettori pneumatici ed elettrici sono compatibili (in transitorio) con i connettori del sistema "a respingenti e catena", a differenza dei tipi precedenti.
La forma è molto più compatta del gancio S-A3. Anche la forma è leggermente diversa da quella del S-A3, per l'aggiunta di un "corno di allineamento" e relativa "tasca" al lato opposto. Questi due componenti permettono un migliore allineamento verticale che permette un accoppiamento ottimale.